# Symphytognatha gertschi
Symphytognatha gertschi is een spinnensoort uit de familie Symphytognathidae. De soort komt voor in Mexico.